# 12938 Ingakamp
12938 Ingakamp è un asteroide della fascia principale. Scoperto nel 1960, presenta un'orbita caratterizzata da un semiasse maggiore pari a 2,634613 UA e da un'eccentricità di 0,144276, inclinata di 7,222443° rispetto all'eclittica. Ha un diametro di 5,771 km e un'albedo di 0,092.
Fa parte della famiglia di asteroidi Rafita.
Inga Kamp è un'astronoma olandese, specializzata in astrochimica e nella formazione di stelle e pianeti. Dal 2025 è direttrice del Kapteyn Astronomical Institute dell'Università di Groningen.